# Paramonohystera longicaudata
Paramonohystera longicaudata är en rundmaskart som beskrevs av Timm 1963. Paramonohystera longicaudata ingår i släktet Paramonohystera och familjen Monhysteridae. Inga underarter finns listade i Catalogue of Life.